# Димитър Тасев
Вижте пояснителната страница за други личности с името Тасев.
Димитър Тасев е български художник, роден в София на 31 март 1937 г.
Наричан е Бащата на плаката и Бащата на театралния афиш (в България).

## Биография
Завършва Художествената академия (1964), специалност „Плакат“, в курса на проф. Александър Поплилов. Веднага след това е поканен за художник-плакатист в Младежкия театър. Още същата година създава запазения знак на музикалния фестивал „Златният Орфей“ по поръчка на неговия организатор Генко Генков.
Става доцент (1983) и професор (1993) в специалност „Рекламен дизайн“ на Националната художествена академия. От 1998 г. до пенсионирането му през 2007 г. преподава в специалност „Плакат и визуална комуникация“ на НХА.
Самостоятелните му изложби в България са от 1974 г., а в чужбина са през 1982 г. в разделения Берлин – в Източен Берлин и в галерия в Западен Берлин.
Представен е с 8 плаката в най-престижния сборник за графичен дизайн Graphis, също и в сборниците Neue Werbung и NOVUM Gebrauhsgraphic. Негови театрални плакати са в колекциите на музеите на плаката в Лос Анджелис (САЩ) и във Варшава.
Освен с приложна графика работи и по проекти по пространствения дизайн – проектира български национални експозиции в Пловдив, Москва, Лайпциг, Берлин, Познан, Виена и др.
Удостоен е със званието „Заслужил художник“ (1984), орден „Кирил и Методий“ I степен, наградата „Александър Жендов“ на Съюза на българските художници, годишна награда на СБХ, награди на Съюза на българските архитекти, съюзите на театралните и музикалните творци, I награда от Биеналето на плаката в Димитровград, награда на Световната организация за детски театър „Аситеж“.